# Родзю
Родзю (яп. 老中 Ро:дзю:, «старейшина») — наивысшая должность в центральном правительстве сёгуната Токугава и ханских региональных правительствах в Японии XVII — середины XIX веков. Лица, которые назначались на эту должность, были непосредственными вассалами сёгуна или правителя хана и отвечали за формирование и реализацию политики сёгуната или хана.
Родзю сёгуната назначались из числа региональных правителей даймё категории сёгунских вассалов фудай, годовой доход которых был выше 25 000 коку. Постоянное количество родзю составляло 4-5 человек. Они ежемесячно поочерёдно выполняли обязанности главы правительства и советника сёгуна.
Родзю хана назначались из числа старейшин и родственников правителя хана.